# ATI Wonder
A ATI Wonder é uma série de placas de vídeo para o IBM Personal Computer e compatíveis, introduzida pela ATI Technologies em meados do final da década de 1980. Essas placas eram únicas na época, pois ofereciam ao usuário final uma quantidade considerável de valor ao combinar suporte para vários padrões gráficos (e monitores) em uma única placa. A série VGA Wonder adicionou valor adicional com a inclusão de uma porta de barramento para mouse, que normalmente exigia a instalação de um adaptador de mouse Microsoft dedicado.
A série VGA Wonder mais tarde se fundiu com a série de placas ATI Mach em 1990. As placas ATI Graphics Ultra (VRAM) e ATI Graphics Vantage (DRAM) apresentavam ASICs VGA Wonder independentes, além do processador gráfico compatível com Mach8 8514. A Graphics Ultra foi posteriormente renomeada para VGA Wonder GT. Em 1992, sua próxima linha de produtos, a Mach32, integrou o núcleo maravilhoso VGA e o coprocessador em um único CI. Nesse ponto, a linha VGA Wonder foi cancelada e substituída por uma versão de Mach32 baseada em DRAM de custo reduzido, conhecida como ATI Graphics Wonder.

## Placas MDA/CGA

### ATI Graphics Solution Rev 3 (1986)
- Chipset: ATI CW16800-A
- Suporta: modo de placa gráfica Hercules e modos de texto estendidos 132 × 25 / 132 × 44 em monitores monocromáticos TTL
- Suporta: Todos os modos CGA em monitores monocromáticos CGA/EGA e TTL
- A alternância entre a compatibilidade CGA e Hercules é feita por meio do utilitário fornecido (VSET.EXE) e não requer reinicialização.
- A saída de vídeo composto está disponível em um conector interno de 3 pinos (sem suporte para cores, funciona apenas no modo de texto 40 × 25 ou no modo gráfico 320 × 200)
- Porta: barramento PC/XT de 8 bits

Fonte

### Placa ATI Color Emulation (1986)
- Pelo menos suportava saída de gráficos CGA para um monitor monocromático TTL[6]

### ATI Graphics Solution Plus (1987)
- Chipset: ATI CW16800-B
- Suporta modos gráficos CGA, Plantronics Colorplus CGA e Hercules Graphics Card
- Compatível com monitores MDA, CGA (e, portanto, também EGA), selecionável por interruptor DIP
- 64kb de DRAM
- Porta: barramento PC/XT de 8 bits

Fonte

### Graphics Solution Plus SP
- Chipset: ATI CW16800-B
- Adiciona portas seriais / paralelas

### Graphics Solution SR

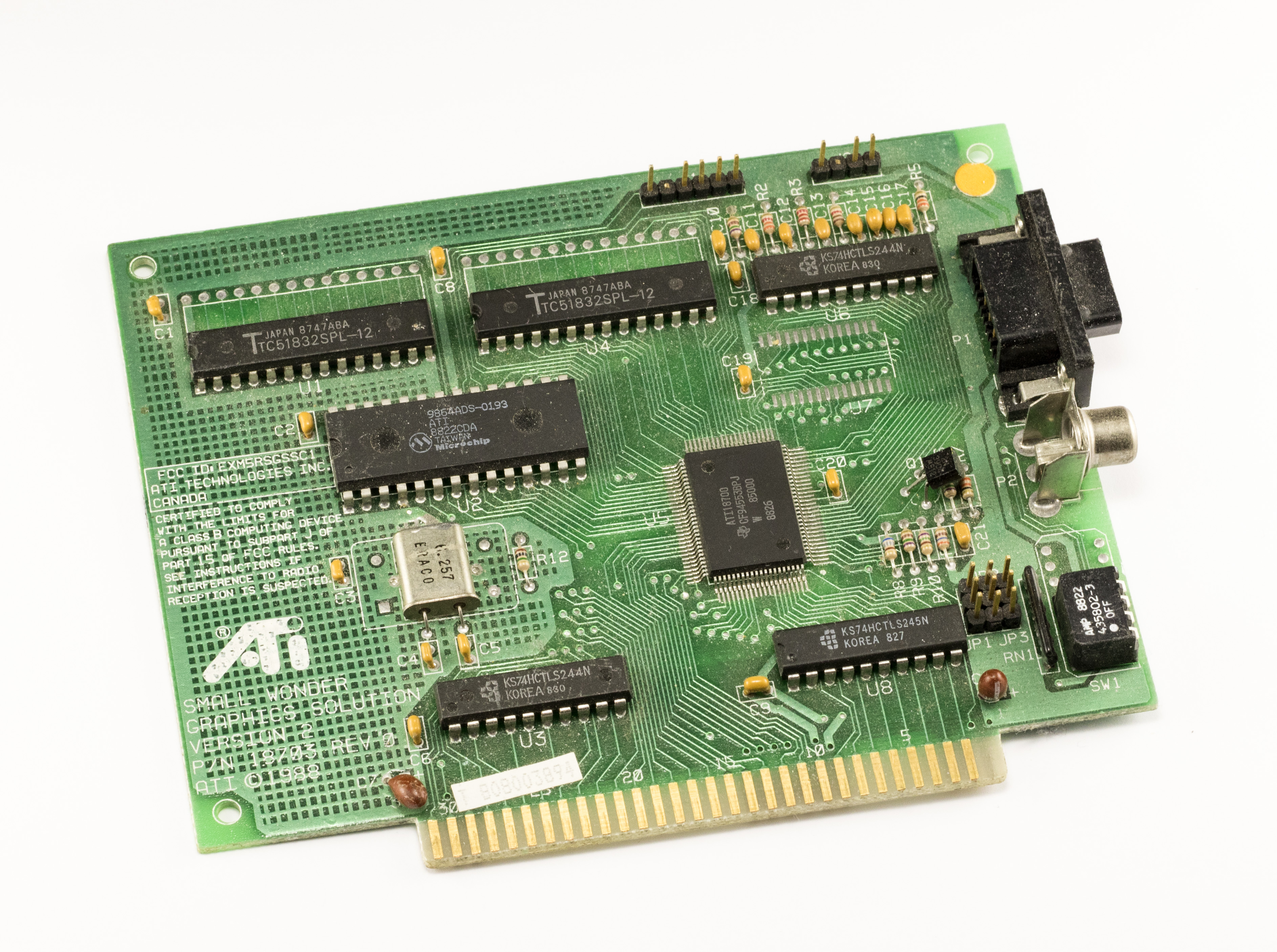
Solução gráfica ATI Small Wonder

- Chipset: ATI CW16800-B
- Usa RAM estática

### ATI Small Wonder Graphics Solution (1988)
- Chipset: ATI 18700
- Também conhecido como Graphics Solution Single Chip ou apenas GS-SC
- Versão de chip único do Graphics Solution plus
- 64kb de RAM estática
- Saída composta

### Graphics Solution Single Chip ou GS-SC com jogo (1988)
- Inclui uma porta de jogo
- Não possui conector de vídeo composto externo

## Placas EGA

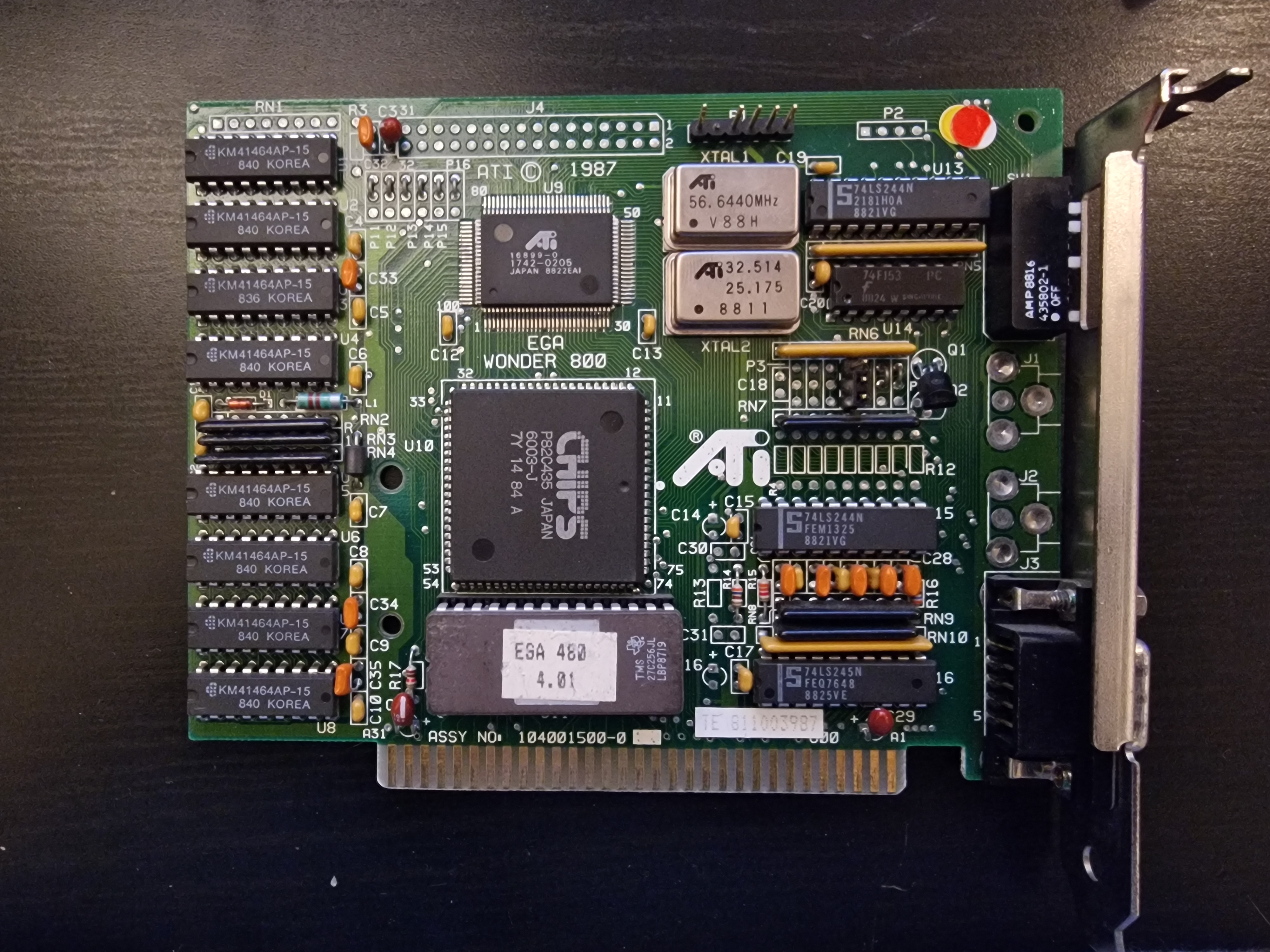
ATI EGA Wonder 480

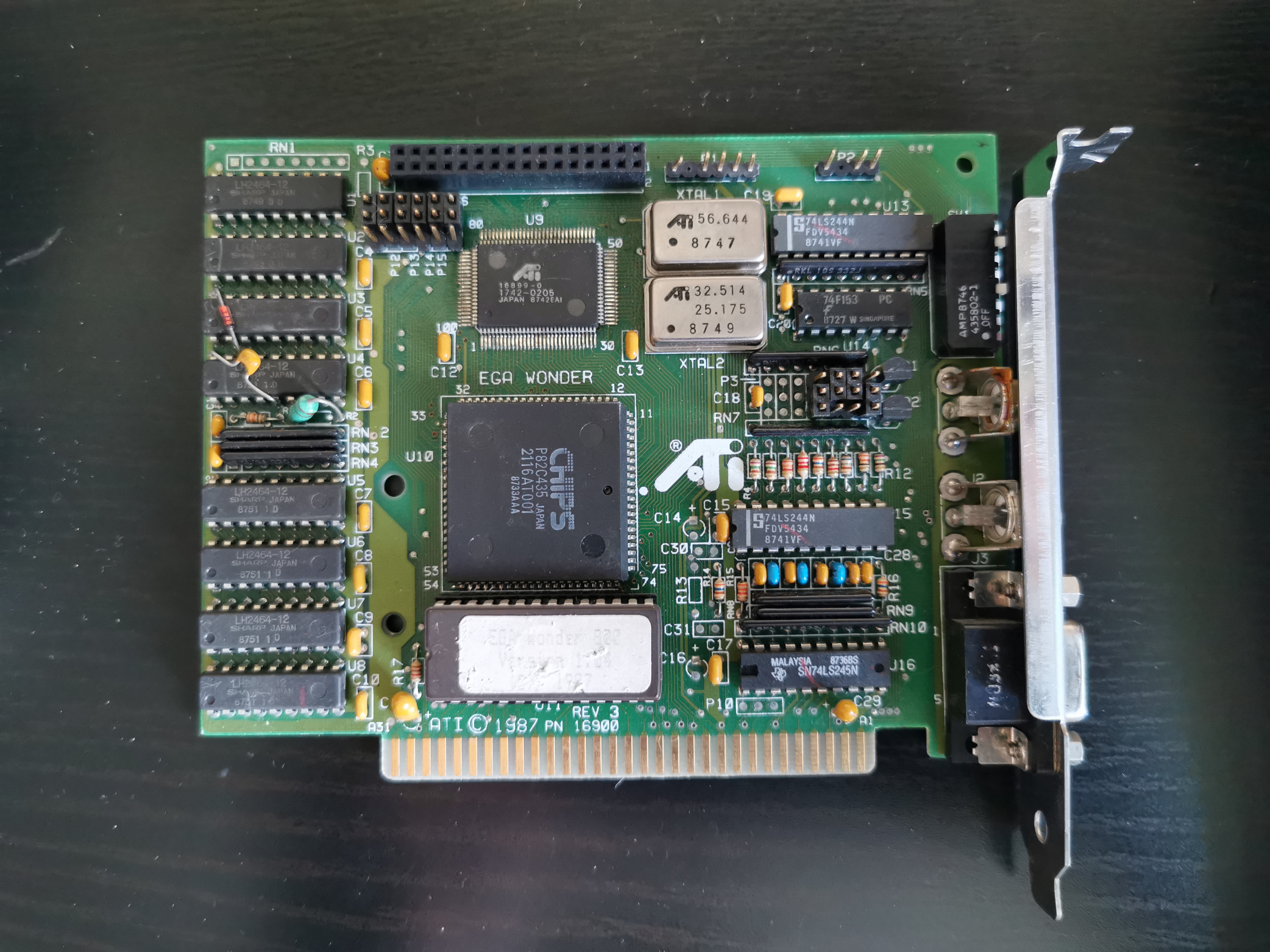
ATI EGA Wonder 800

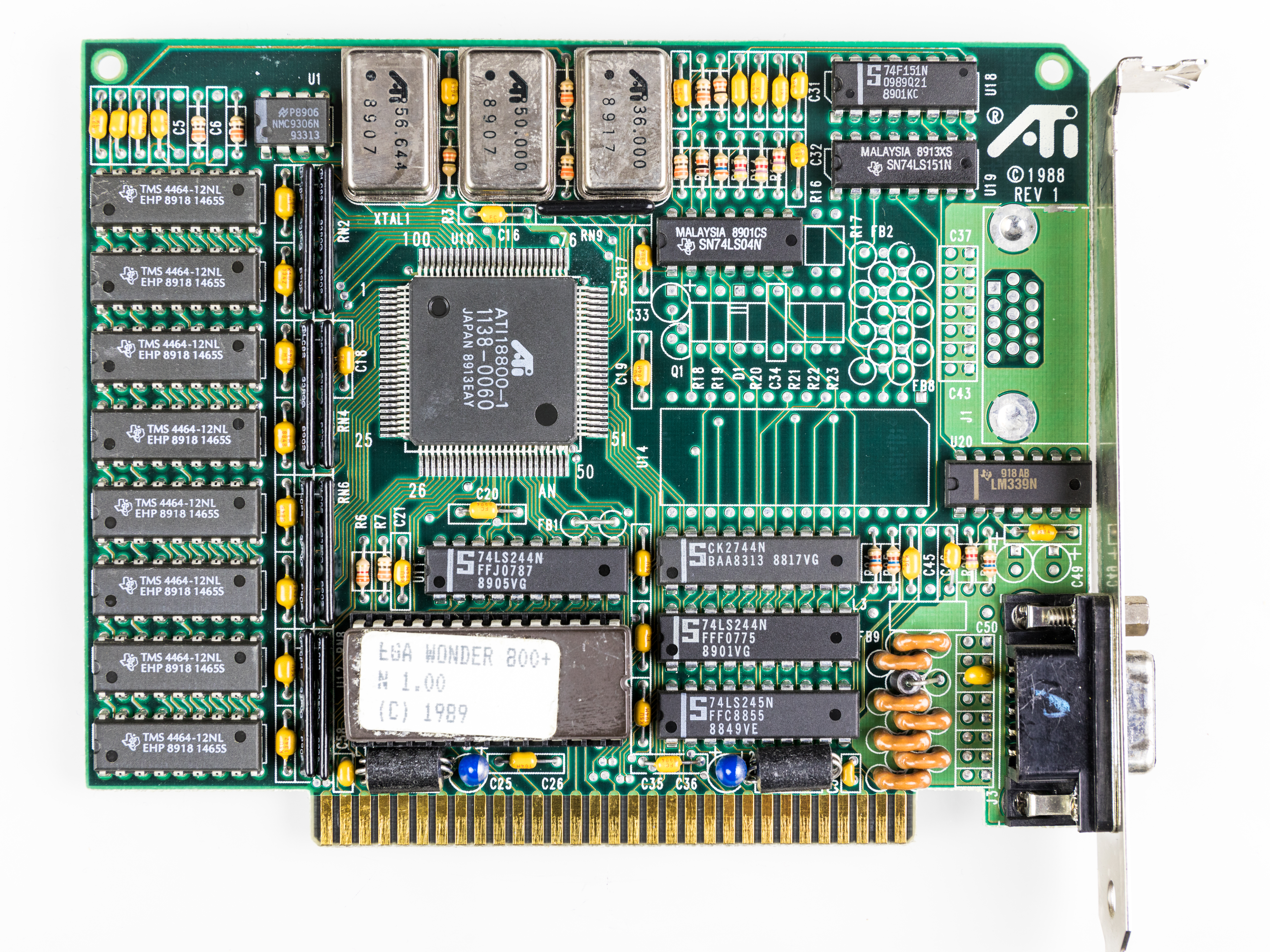
ATI EGA Wonder 800+

### ATI EGA Wonder (1987)
- Chipset: ATI16899-0 + CHIPS P86C435
- Suporta modos gráficos CGA, Hercules mono e EGA
- Remove o suporte para modo Plantronics/modo Hercules de página única/saída composta
- Compatível com monitores MDA, CGA e EGA (selecionável por DIP switch)
- Porta de vídeo composto interna para máquinas como IBM 5155 Portable
- DRAM de 256 kb
- Porta: barramento PC/XT de 8 bits
- Preço sugerido original: US$ 399

Fonte

### ATI EGA Wonder 480 (1988)
- EGA Wonder 800 com custo reduzido, sem jumpers, RCA e conector de recurso. BIOS diferentes.[9]

### ATI EGA Wonder 800 (1987)
- Adicionado suporte para modos de texto e gráficos EGA estendidos (requer monitor multisync)
- Adicionado suporte para modos VGA de 16 cores

Fontes

### ATI EGA Wonder 800+ (1988)
- VGA Edge renomeado sem porta VGA analógica
- Chipset: ATI 18800
- Pode detectar automaticamente o tipo de monitor conectado (interruptores DIP não mais presentes)

Fontes
 

## Placas VGA

### ATI VIP ou VGA Improved Performance (1987)
- Chipset: ATI 16899-0 e chips P82C441
- Suporta gráficos CGA, Hercules mono, EGA e VGA com comutação automática de modo Softsense
- Compatível com monitores MDA, CGA, EGA e VGA (selecionável por DIP switch)
- Conectores TTL de 9 pinos e analógicos de 15 pinos
- DRAM de 256 kb
- Porta: barramento PC/XT de 8 bits
- Preço sugerido original: US$ 449 (US$ 99 para módulo de expansão Compaq)

Fontes

### ATI VGA Wonder (1988)
- Chipset: ATI 18800
- Adiciona suporte para modos gráficos SVGA
- Adiciona suporte para detecção automática de monitor (configuração sem interruptores)
- Utiliza EEPROM on-board para armazenar informações de configuração
- DRAM de 256 kb ou 512 kb
- Porta: barramento PC/XT de 8 bits

Fontes

### Placa de vídeo ATI Edge 8

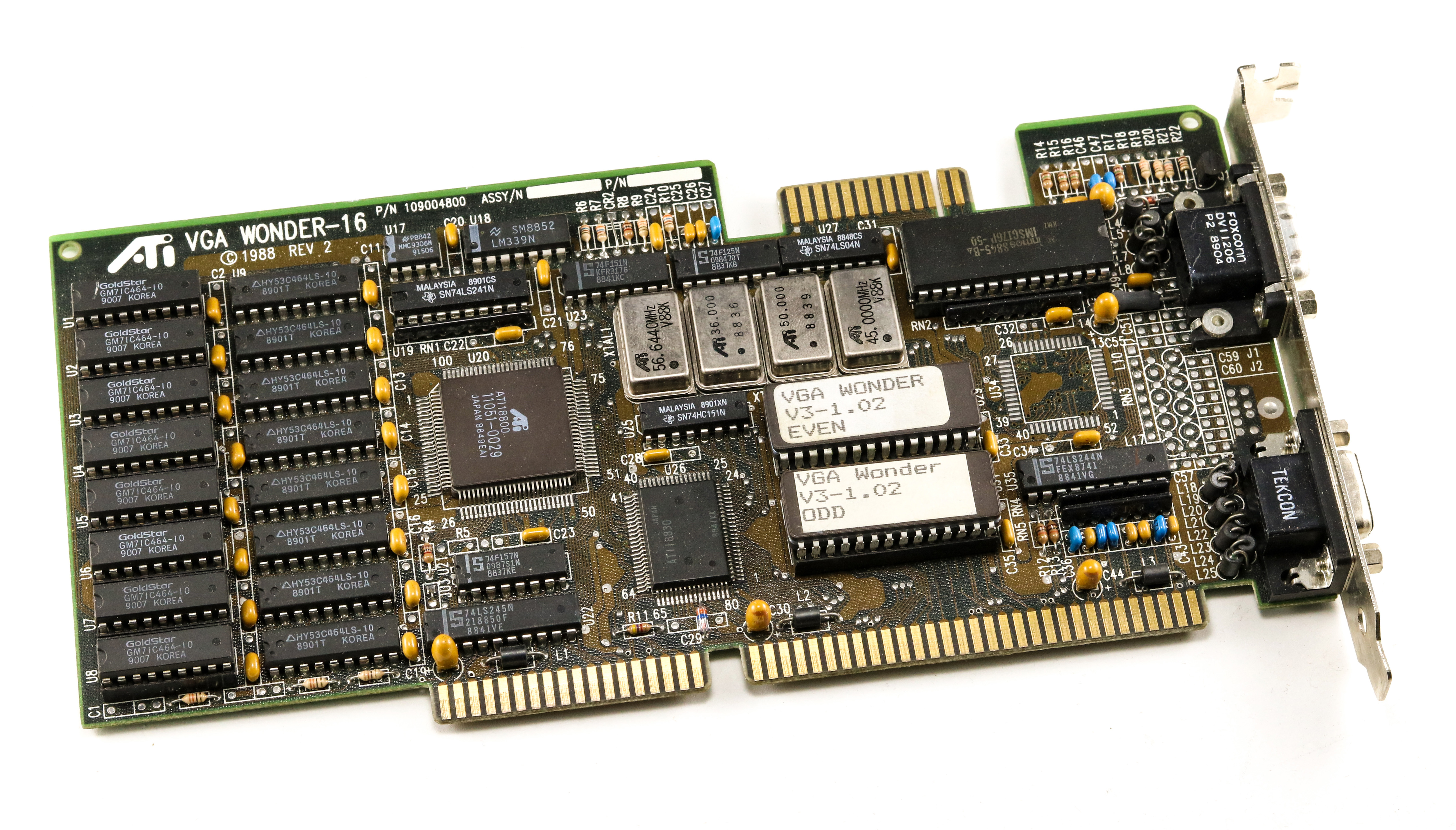
ATI VGA Wonder-16

- VGA Wonder com custo reduzido
- DRAM de 256 kB

### ATI VGA Wonder-16 (1988)
- Melhorias de velocidade devido a um barramento mais amplo
- Conector de passagem VGA
- Conector de barramento para mouse
- DRAM de 256 kB ou 512 kB
- Porta: barramento PC/AT de 16 bits (ISA), compatível com 8 bits
- Preço sugerido original: US$ 499 ou US$ 699, respectivamente

Fonte

### ATI VGA Edge-16
- Custo reduzido VGA Wonder 16
- Não possui conector de barramento para mouse e saída digital TTL
- DRAM de 256 kb (não expansível para 512 kb)

### ATI VGA Wonder+ (1990)
- Chipset: ATI 28800-2, -4 ou -5

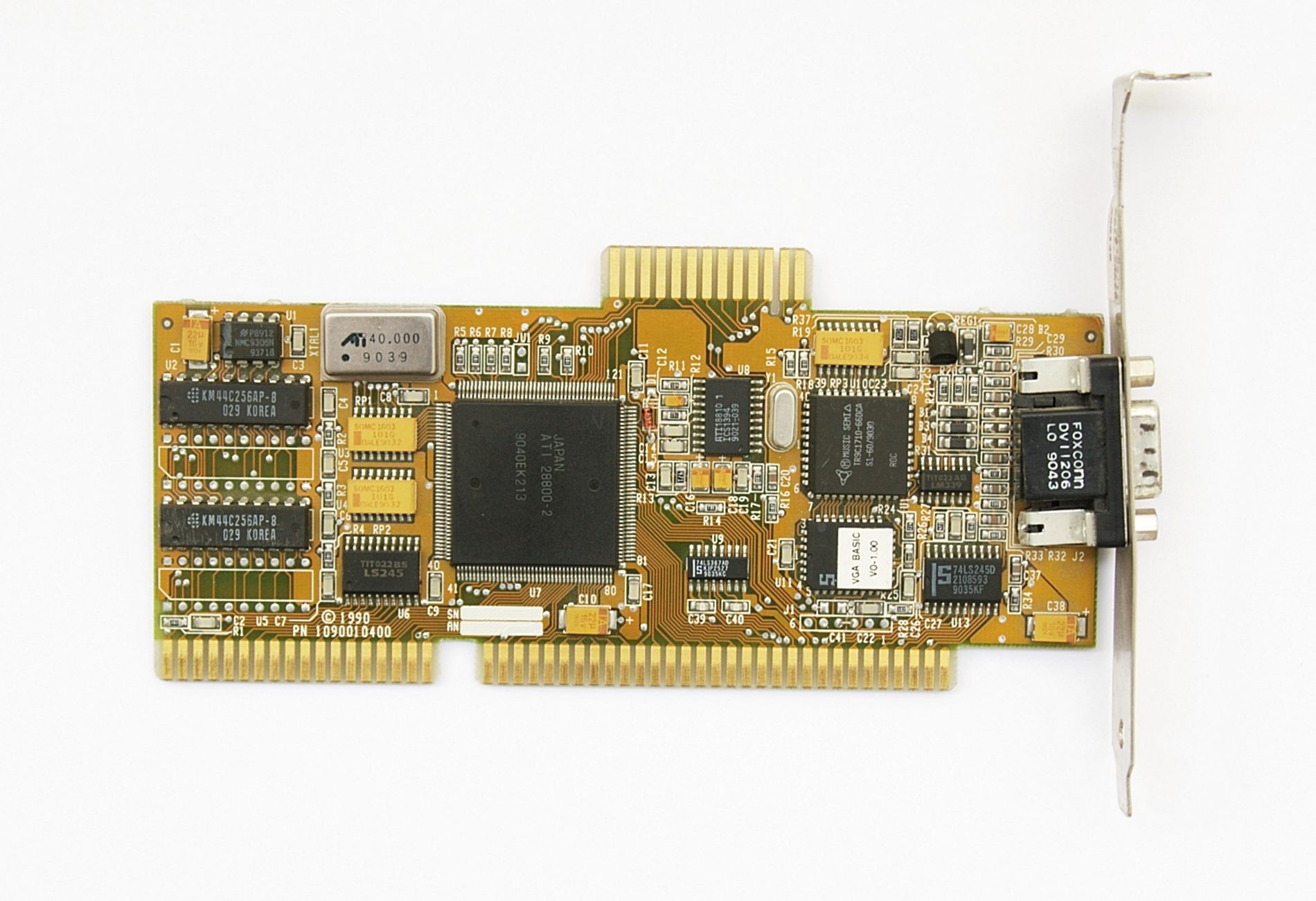
ATI VGA Wonder+

- Baseado em um novo chipset que afirmava oferecer velocidades que rivalizavam com placas baseadas em VRAM
- Acesso à memória em modo de página dupla
- Intercalação dinâmica de CPU/CRT
- DRAM de 256 KB ou 512 KB

Fonte

### ATI VGA Integra (1990)
- Versão de custo reduzido baseada no novo ASIC ATI 28800
- Não possui conector de barramento para mouse
- Utiliza um PCB muito menor com BIOS de montagem em superfície e RAMDAC
- Suporta gráficos SVGA com 72 Hz de taxa de atualização
- 512 KB de DRAM

### ATI VGA Basic-16 (1990)
- Layout de PCB semelhante ao VGA Integra, mas usando RAMDAC mais barato
- Suporta apenas o básico 60 Hz em modo VGA do padrão IBM VGA de 1987
- 256kB DRAM (não atualizável)

### ATI VGA Charger (1991)
- Semelhante ao VGA Basic-16, mas pode ser atualizado para 512 KB

### ATI VGA Wonder XL (1991)
- Sierra RAMDAC adiciona suporte para cores de 15 bits em 640 × 480 a 72 Hz, 800 × 600 a 60 Hz
- Suporta uma taxa de atualização vertical sem cintilação de 72 Hz
- 256kB, 512kB ou 1MB de DRAM
- Preço sugerido original: US$ 229, US$ 349 e US$ 399, respectivamente

### ATI VGA Stereo·F/X
- Chipset: ATI 28800

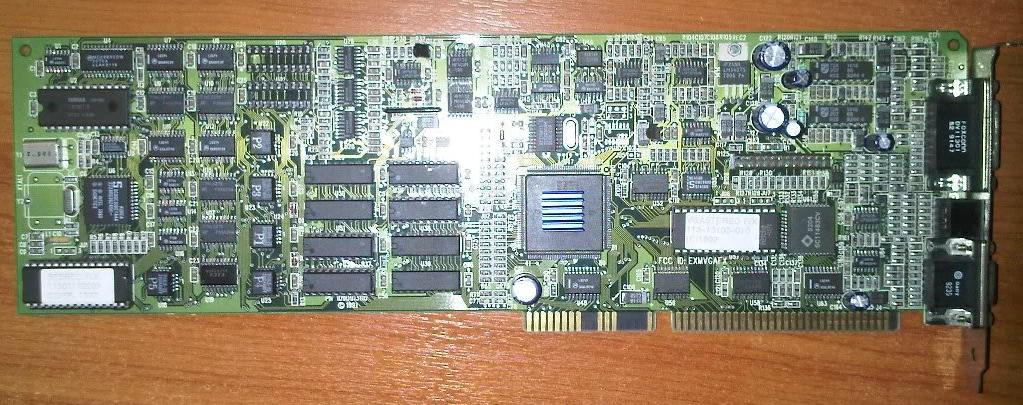
ATI VGA Stereo·F/X

- Combina uma VGA Wonder XL com uma Sound Blaster 1.5
- Apresenta som stereo "falso"
- 512kB ou 1MB de DRAM

Fonte

### ATI VGA Wonder XL24 (1992)
- Contém um Brooktree Bt481KPJ85 RAMDAC que adiciona suporte para modos gráficos de alta e verdadeira cor
- 512kB ou 1MB de DRAM

Fonte

### ATI VGA Wonder 1024
- Uma série de versões OEM com custo reduzido de vários modelos VGA Wonder
- Normalmente não possui o conector de barramento do mouse e/ou a saída digital TTL